# Niederdeutsches Theater Braunschweig

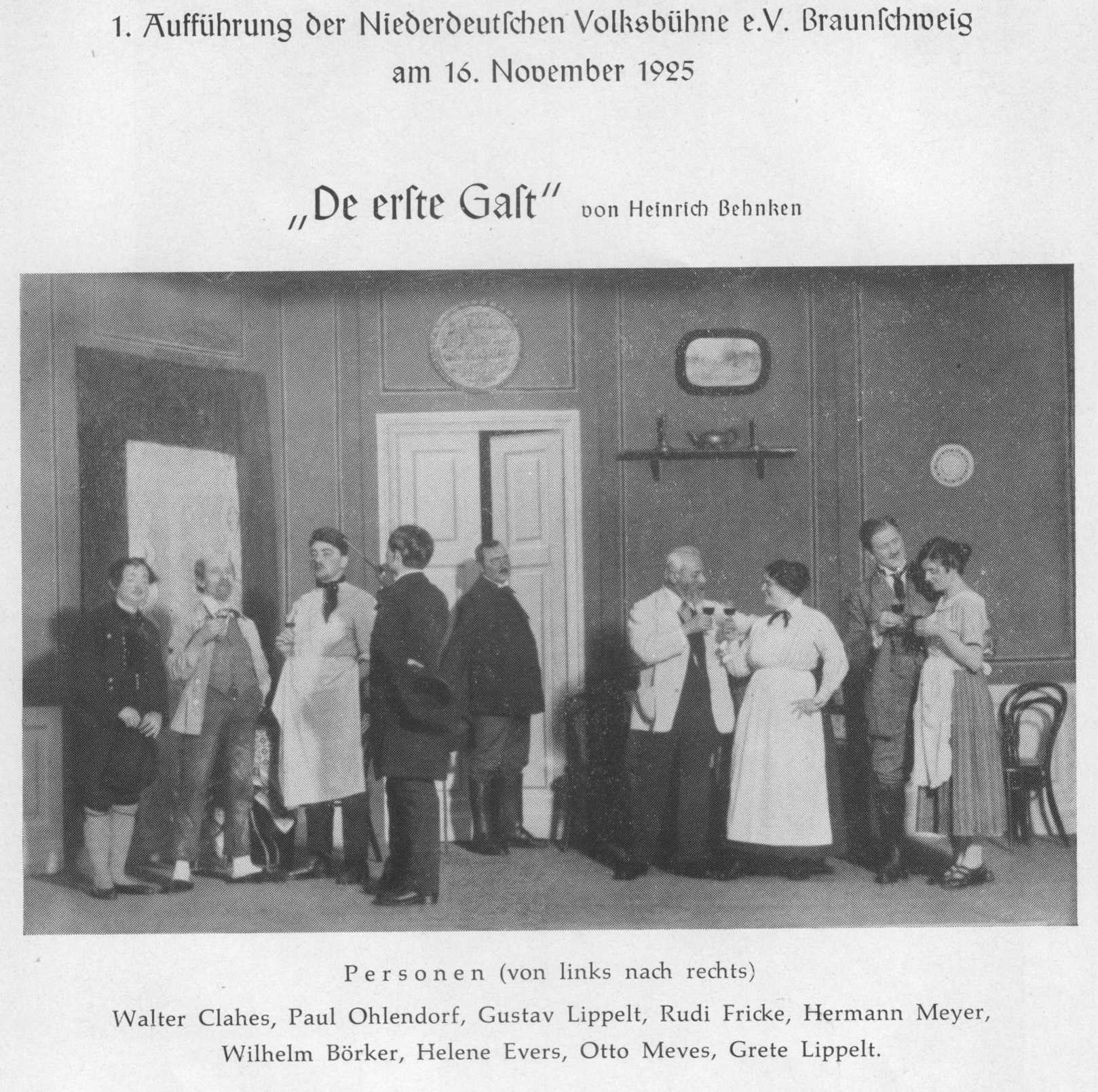
Die erste Inszenierung des Niederdeutschen Theaters Braunschweig im Herbst 1925: De erste Gast von Heinrich Behnken

Das Niederdeutsche Theater Braunschweig ist nach dem Staatstheater Braunschweig das zweitälteste Theater in Braunschweig.
Am 18. Juni 1925 berichtete der Braunschweiger Allgemeine Anzeiger von der Gründung einer niederdeutschen Liebhaberbühne deren Leitung Studienrat Wilhelm Börker übernommen habe. Börker leitete die Bühne von 1925 bis 1938, Helene Evers von 1945 bis 1966. Nach Reimer Hebbeln wurde Alexander Börger Leiter des Amateurtheaters. Rechtlich ist die Bühne als eingetragener Verein organisiert und vom Finanzamt als gemeinnützig anerkannt. 
In drei Inszenierungen pro Spielzeit mit je fünf Aufführungen wurden bisher Komödien, Lustspiele und auch Schauspiele im Roten Saal im Braunschweiger Schloss gezeigt. Davor war die Bühne für Jahrzehnte im Kulturzentrum „Die Brücke“ beheimatet. Die Premieren waren jeweils im September, Januar und April. Außerdem gastierte das Niederdeutsche Theater gelegentlich auch mit Gastspielen im Braunschweiger Umland.
Im August 2014 stellte die Bühne ihren Spielbetrieb aus personellen und finanziellen Gründen vorläufig ein. Die Wiederaufnahme des Spielbetriebs erfolgte im September 2015 mit der Produktion Dr. med. Hiob Prätorius.
In der Spielzeit 2016 gab es 17 Aufführungen, zu der 1.383 Besucher kamen.